# NGC 5066
NGC 5066 este o galaxie spirală situată în constelația Fecioara. A fost descoperită în 30 mai 1864 de către Albert Marth.